# Heidelberg (West-Kaap)
Heidelberg is een stadje met 8300 inwoners, in de Zuid-Afrikaanse provincie West-Kaap. Heidelberg behoort tot de gemeente Hessequa dat onderdeel van het district Tuinroute is.

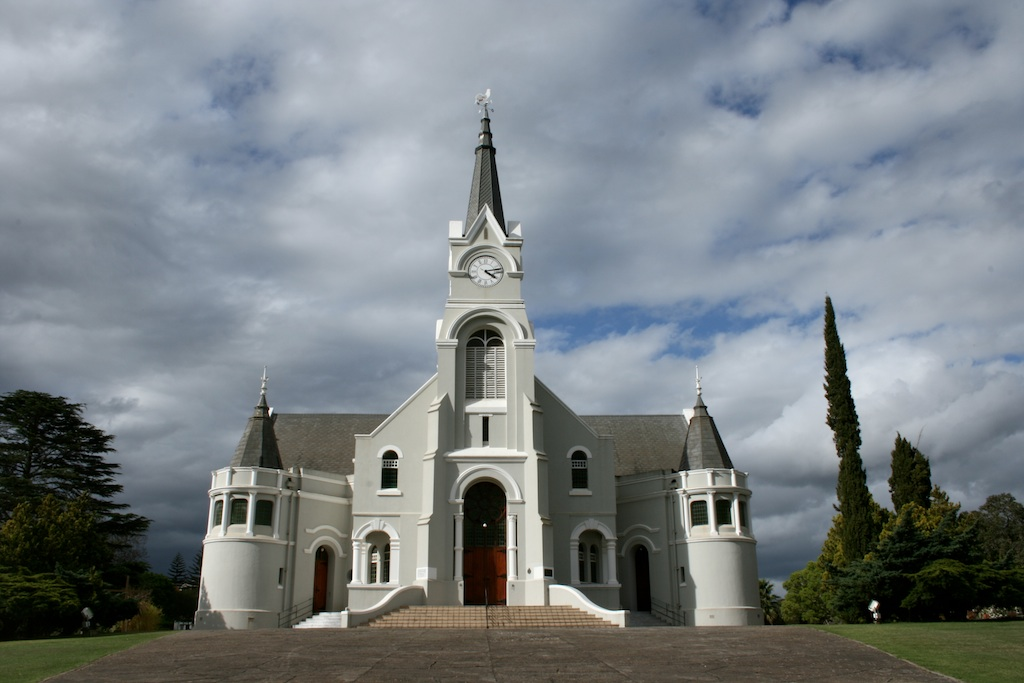
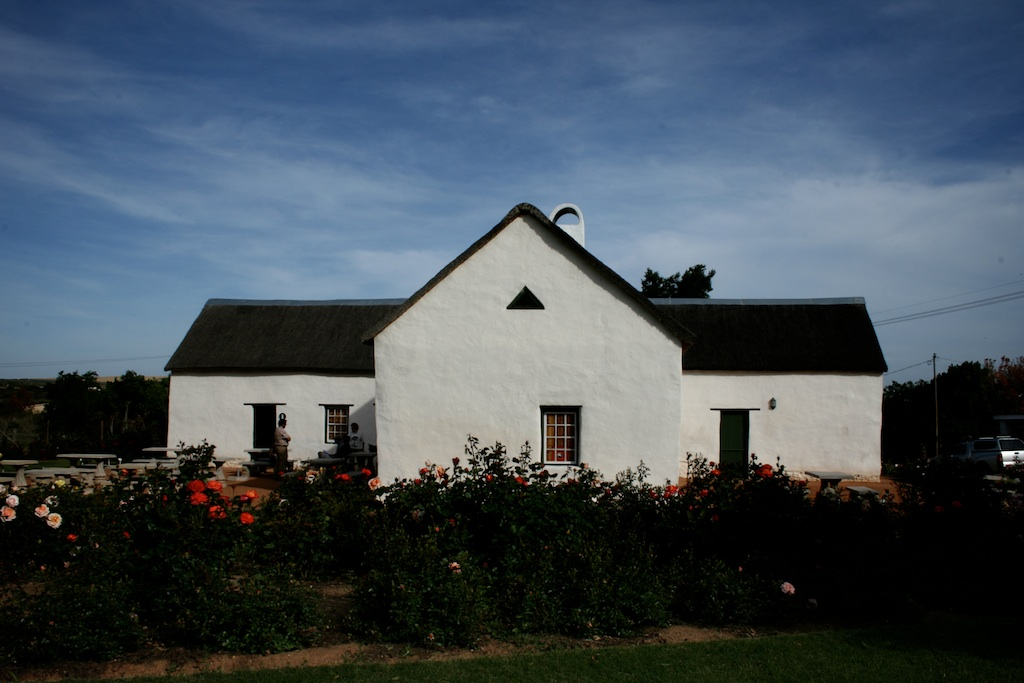
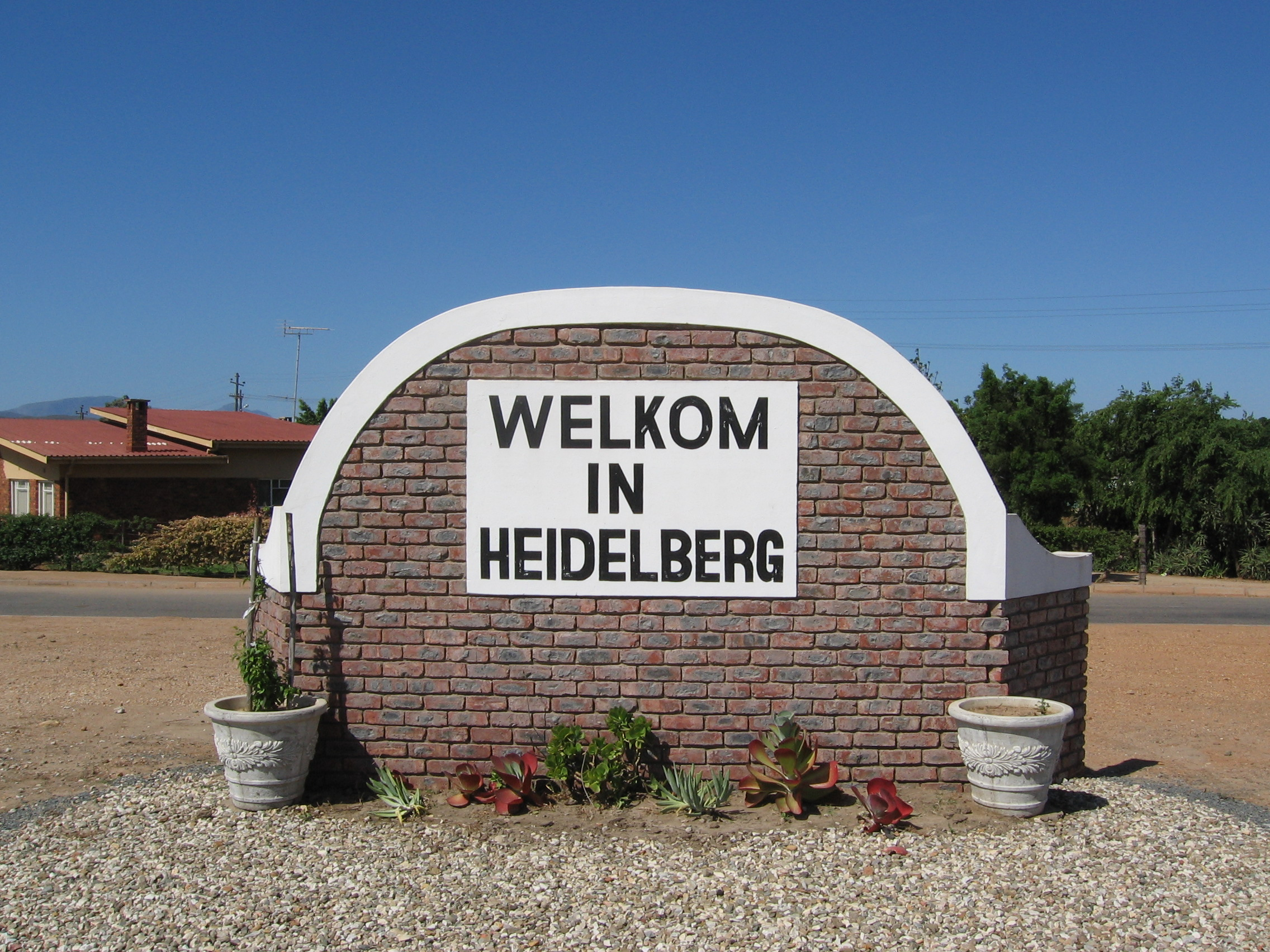
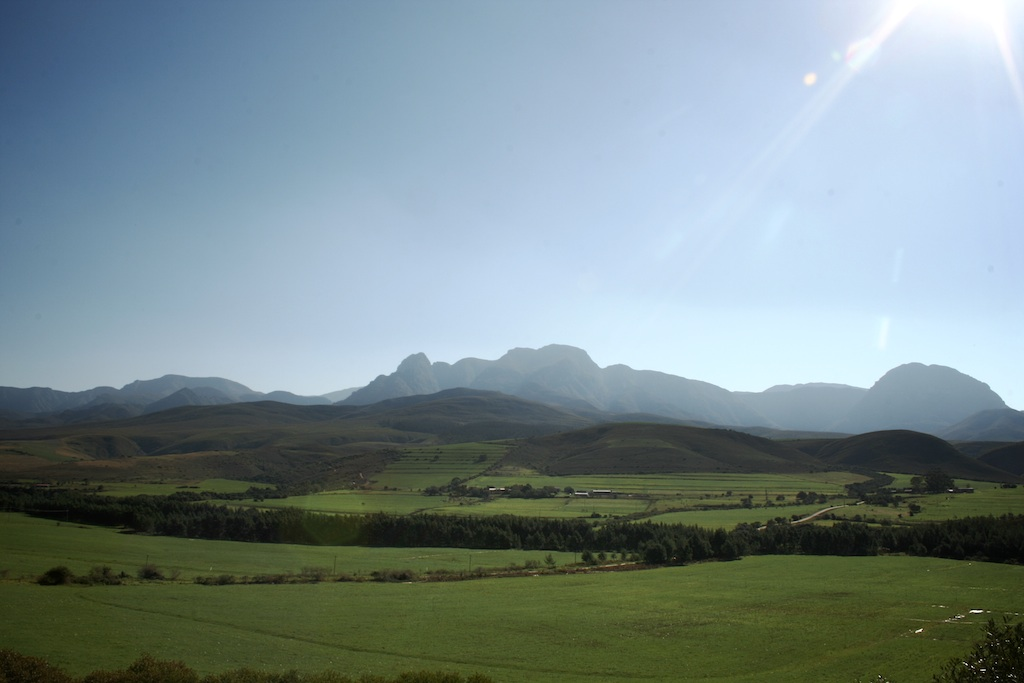

## Subplaatsen
Het nationaal instituut voor de statistiek, Stats SA, deelt sinds de census 2011 deze hoofdplaats in in zogenaamde subplaatsen (sub place), c.q. slechts één subplaats:
Heidelberg SP.